# Meganeflus fulvipennis
Meganeflus fulvipennis är en skalbaggsart som först beskrevs av Bates 1892.  Meganeflus fulvipennis ingår i släktet Meganeflus och familjen långhorningar.
Artens utbredningsområde är Belize. Inga underarter finns listade i Catalogue of Life.